# Ист-Сайд (тауншип, Миннесота)
Ист-Сайд (англ. East Side) — тауншип в округе Мил-Лакс, Миннесота, США. На 2000 год его население составило 731 человек.

## География
По данным Бюро переписи населения США площадь тауншипа составляет 98,8 км², из которых 55,4 км² занимает суша, а 43,4 км² — вода (43,92 %).

## Демография
По данным переписи населения 2000 года здесь находились 731 человек, 340 домохозяйств и 229 семей.  Плотность населения —  13,2 чел./км².  На территории тауншипа расположено 766 построек со средней плотностью 13,8 построек на один квадратный километр. Расовый состав населения: 97,40 % белых, 0,27 % афроамериканцев, 0,96 % коренных американцев, 0,14 % c Тихоокеанских островов и 1,23 % приходится на две или более других рас. Испанцы или латиноамериканцы любой расы составляли 1,50 % от популяции тауншипа.
Из 340 домохозяйств в 19,4 % воспитывались дети до 18 лет, в 60,3 % проживали супружеские пары, в 4,1 % проживали незамужние женщины и в 32,4 % домохозяйств проживали несемейные люди. 27,4 % домохозяйств состояли из одного человека, при том 12,4 % — из одиноких пожилых людей старше 65 лет. Средний размер домохозяйства — 2,15, а семьи — 2,57 человека.
17,1 % населения — младше 18 лет, 4,2 % — в возрасте от 18 до 24 лет, 23,0 % — от 25 до 44, 27,9 % — от 45 до 64, и 27,8 % — старше 65 лет. Средний возраст — 50 лет. На каждые 100 женщин приходилось 107,1 мужчин.  На каждые 100 женщин старше 18 приходилось 110,4 мужчин.
Средний годовой доход домохозяйства составлял 36 875 долларов, а средний годовой доход семьи —  41 806 долларов. Средний доход мужчин —  32 132  доллара, в то время как у женщин — 31 250. Доход на душу населения составил 18 937 долларов. За чертой бедности находились 3,9 % семей и 9,2 % всего населения тауншипа, из которых 16,0 % младше 18 и 4,4 % старше 65 лет.